# تجاوب
التجاوب ويستخدم المصطلح في علم الحاسوب للتعبير عن قدرة نظام ما أو وحدة وظيفية على إكمال المهام المنوطة بها ضمن فترة زمنية محددة. على سبيل المثال، يمكن أن يستخدم هذا المصطلح للإشارة إلى نظام ذكاء اصطناعي يفهم وينفذ مهامه دون تأخير. إنه أحد المعايير التي تندرج تحت مبدأ المتانة. المعايير الثلاثة الأخرى هي قابلية المراقبة وقابلية الاستعادة والامتثال للمهام.

## التجاوب مقارنة مع الأداء
البرنامج الذي يفتقد لإدارة جيدة للعمليات قد يكون له تجاوب منخفض حتى لو كان يشتغل على جهاز حاسوب سريع. في المقابل، حتى الأجهزة البطيئة يمكن لها أن تشغّل البرامج ذات التجاوب العالي.
أحد الأمور بالغة الأهمية هو أن يستهلك النظام المصادر المتوفرة له بطريقة جيدة. على سبيل المثال، كي يشتغل البرنامج بسسلاسة، فمن الحكمة أن تعطى الفأرة أولوية عالية للعمل. بالنسبة للعمليات الطويلة -مثل النسخ أو التنزيل أو نقل الملفات الكبيرة- فإن العامل الأهم هو توفير تغذية راجعة جيدة للمستخدم وهو أهم بكثير من العمل بأداء عالٍ، لأن العملية ببساطة يمكن لها أن تنفذ في الخلفية مستخدمةً وقت المعالج الاحتياطي فقط.

## قراءات أخرى
- المتانة
- قابلية الاستخدام